# Padriciano
Padriciano is een plaats (frazione) in de Italiaanse gemeente Triëst.